# Lepidozikania similis
Lepidozikania similis là một loài bướm đêm thuộc phân họ Arctiinae, họ Erebidae.